# Hedlerreuth
Hedlerreuth ist ein Gemeindeteil der Gemeinde Bischofsgrün im Landkreis Bayreuth (Oberfranken, Bayern). Hedlerreuth liegt in der Gemarkung Bischofsgrün.

## Geografie
Der Weiler liegt wie der Hauptort der Gemeinde in einer Rodungsinsel des Bischofsgrüner Forstes. Ein Anliegerweg führt 700 Meter östlich nach Birnstengel.

## Geschichte
1536 entstand das erste Wohngebäude. Benannt wurde es nach dem Familiennamen Hedler. Hedlerreuth gehörte zur Realgemeinde Bischofsgrün.
Von 1797 bis 1810 unterstand Hedlerreuth dem Justiz- und Kammeramt Gefrees. Infolge des Ersten Gemeindeedikts wurde Hedlerreuth dem 1812 gebildeten Steuerdistrikt Bischofsgrün und der zugleich entstanden Ruralgemeinde Birnstengel zugewiesen. Mit dem Zweiten Gemeindeedikt (1818) wurde die Gemeinde Birnstengel nach Bischofsgrün eingegliedert.

### Einwohnerentwicklung
| Jahr      | 001818 | 001819 | 001861 | 001871 | 001885 | 001900 | 001925 | 001950 | 001961 | 001970 | 001987 |
| Einwohner | *      | †      | †      | 20     | 19     | 29     | 18     | 12     | 10     | 9      | 10     |
| Häuser    | *      |        |        |        | 4      | 4      | 3      | 2      | 2      |        | 3      |
| Quelle    | [ 7 ]  | [ 10 ] | [ 11 ] | [ 12 ] | [ 13 ] | [ 14 ] | [ 15 ] | [ 16 ] | [ 17 ] | [ 18 ] | [ 1 ]  |

## Religion
Hedlerreuth ist nach St. Matthäus (Bischofsgrün) gepfarrt und evangelisch-lutherisch geprägt.